# Everspace
Everspace è un videogioco sparatutto spaziale per giocatore singolo con elementi roguelike e storia non lineare creato da Rockfish Games e pubblicato il 26 maggio 2017 per Microsoft Windows.

## Modalità di gioco
Everspace è un gioco di combattimento spaziale in cui il giocatore avanza in diversi settori con difficoltà crescente. Il gioco è programmato per far sì che il giocatore debba necessariamente morire per proseguire nei livelli. Con ogni morte puoi spendere crediti guadagnati in vantaggi, che facilitano la partita successiva. Il giocatore può trovare armi e componenti aggiuntivi che possono essere utilizzati durante la partita in corso. Al giocatore viene anche data la possibilità di creare e potenziare vari sistemi della propria nave, tra cui armi, manovrabilità e protezione. Una trama generale viene rivelata quando il giocatore raggiunge determinati punti. Può incontrare NPC che daranno diversi obiettivi da completare.

## Accoglienza
La versione per PlayStation 4 di Everspace ha un punteggio del 78% su Metacritic. Anthony Marzano di Destructoid ha assegnato alla versione per Nintendo Switch un punteggio di 6,5 su 10. Gareth Chadwick di The Sixth Axis gli ha assegnato un punteggio di 7 su dieci, elogiando la storia e le opzioni di combattimento e loadout dal ritmo frenetico, ma criticando la natura ripetitiva del gameplay. Nintendo Life ha assegnato alla versione Switch un punteggio di 7 su 10, dicendo che «si comporta egregiamente - se non in modo impeccabile - sulla console Nintendo».